# 竹中興慈
竹中 興慈（たけなか こうじ、1948年5月 - ）は、日本の歴史学者。専門はアメリカ史。東北大学名誉教授。東北大学総長特任補佐、日本アメリカ史学会副代表、日本アメリカ経済史学会会長等を務めた。

## 人物・経歴
1971年愛知県立大学外国語学部卒業。1976年立教大学大学院文学研究科修士課修了。1981年一橋大学大学院社会学研究科博士課程単位取得満期退学。指導教官本田創造。1996年『シカゴ黒人ゲトー成立の社会史』で辻内鏡人、町村敬志、油井大三郎の審査により一橋大学より博士（社会学）の学位を取得。
1981年北九州大学外国語学部講師。同助教授、同教授、シカゴ大学大学院歴史学研究科フルブライト客員研究員を経て、1997年東北大学大学院国際文化研究科アメリカ研究講座教授。2001年東北大学大学院国際文化研究科長。2010年東北大学総長特任補佐。専門はアメリカ社会史、黒人史で、日本アメリカ史学会副代表、日本アメリカ経済史学会会長等も務めた。

## 著作

### 著書
- 『シカゴ黒人ゲトー成立の社会史』明石書店 1995
- 『アメリカ社会における「白人性」成立の学際的総合研究』東北大学 2001
- 『アメリカを知る技法』（野家啓一, 岩渕康民と共同編集代表）宝文堂出版 2003

### 訳書
- トーマス・L.ウェッバー『奴隷文化の誕生』新評論 1988
- デイヴィッド・R.ローディガー『アメリカにおける白人意識の構築』（小原豊志,井川眞砂, 落合明子と共訳）明石書店 2006